# Funktionelles Getränk
Funktionelle Getränke oder Funktionsgetränke (engl. Functional Drink) sind alkoholfreie Getränke, die bestimmte Zusätze enthalten und nach Angaben der Hersteller ähnlich wie Functional Food nicht nur den Durst löschen, sondern gesundheitsfördernd oder anregend wirken sollen.
Funktionelle Getränke lassen sich grob einteilen in
- Wellness-Getränke (mit Arzneisubstanzen) z. B. ACE-Getränke
- Sportgetränke und
- Energydrinks
- Relaxation Drink

Die deutschen Verbraucherzentralen ermittelten in 238 untersuchten Funktionsgetränken insgesamt 103 Wirksubstanzen, die beworben wurden.
Getränken, die einen gesundheitlichen Zusatznutzen versprechen, sind häufig Vitamine, Mineralstoffe, Probiotika, Ballaststoffe, Aloe vera, Apfelessig oder grüner Tee zugesetzt. Bekannte Funktionsgetränke dieser Art sind Multivitaminsaft und Trinkjogurt. Sehr häufig ist die Kombination der Vitamine A, C und E. 
Den so genannten Wellness-Getränken werden häufig Substanzen wie Acerola, grüner Tee, Ginkgo oder Kombucha zugesetzt.
Die Sportgetränke sollen nicht nur den Flüssigkeitsverlust durch das Schwitzen ausgleichen, sondern außerdem Mineralstoffe zuführen und teilweise leistungssteigernd wirken. In dieses Segment gehören auch Mineralwässer mit speziellen Zusätzen von Kräutern, Vitaminen oder Sauerstoff. Teilweise wird diesen Getränken aber auch Zucker zugesetzt.
Energydrinks sind vor allem bei jungen Konsumenten beliebt. Sie bestehen vor allem aus Wasser und Zucker und werden mit Zusätzen wie Koffein, Guaraná oder Taurin angereichert. Beworben werden sie als „Energiespender“. Sie wirken anregend, eine leistungssteigernde Wirkung ist nicht nachgewiesen. Mittlerweile sind auch Mineralwässer mit Koffeinzusatz auf dem Markt.

## Kritik
Die Deutsche Gesellschaft für Ernährung (DGE) und die Verbraucherzentralen stehen funktionellen Getränken grundsätzlich kritisch bis ablehnend gegenüber, da sie deren gesundheitlichen Nutzen bezweifeln. Die DGE bezeichnet die Versorgung der deutschen Bevölkerung mit allen notwendigen Vitaminen als ausreichend; lediglich Veganer sind häufig mit einigen B-Vitaminen unterversorgt. Ein Schutz vor Herzinfarkt oder vor Krebs durch den Zusatz von A-C-E sei nicht durch Studien belegt. Bei Rauchern erhöht die Zufuhr von Betacarotin sogar das Risiko, an Lungenkrebs zu erkranken. Viele der angebotenen Getränke enthalten relativ viel Zucker und zudem künstliche Aromastoffe, auch die meisten Trinkjogurts. Den Zusatz von Arzneipflanzen lehnen die Verbraucherzentralen ab, da bei unkontrollierter Zufuhr Vorsicht geboten sei. Eine Überdosierung könne auch gesundheitsschädlich sein.